# You Know Me Too Well
You Know Me Too Well is een nummer uit van de Britse alternatieve rockband Nothing but Thieves uit 2018. Het is de tweede single van hun vijfde EP What Did You Think When You Made Me This Way?.
"You Know Me Too Well" gaat over een seksuele relatie tussen de liedverteller en zijn vriendin. Door de seksuele aard van deze relatie weet de zanger zijn eenzame gevoelens de baas te blijven. Op andere vlakken hebben de zanger en zijn vriendin echter niets gemeen, alleen op seksueel vlak zijn ze verenigbaar. Hoewel de zanger weet dat de relatie niet gezond is, blijft hij er troost in vinden en raakt hij eraan verslaafd.
Het nummer bereikte nergens de hitlijsten. In Nederland werd het wel 3FM Megahit, maar ook de Nederlandse hitparades werden niet gehaald.

## Tracklijst
- Muziekdownload

1. "You Know Me Too Well" - 3:54